# اسلام آباد غاماسياب سفلي (مقاطعة دلفان)
اسلام‌آباد غاماسياب سفلي (بالفارسية: اسلام‌آباد گاماسیاب سفلی) هي قرية تقع في قسم خاوة الجنوبي الريفي (مقاطعة دلفان) في إيران. يقدر عدد سكانها بـ 128 نسمة بحسب إحصاء 2016.